# Essen (Belgia)
Essen – miejscowość i gmina (gemeente) w Belgii, w Regionie Flamandzkim, w prowincji Antwerpia, w okręgu Antwerpia. 1 stycznia 2024 roku liczyła 19 630 mieszkańców.

## Współpraca
Miejscowości partnerskie:
- Essen (Oldenburg), Niemcy
- Hradištko, Czechy
- Szyłele, Litwa
- Witzenberg, Południowa Afryka
- Żylina, Słowacja